# Friedrich Brünner
Friedrich Brünner (* 2. November 1910 in Heidelberg; † 26. August 2004 in Aulendorf) war ein deutscher Politiker der CDU und von 1968 bis 1976 baden-württembergischer Landwirtschaftsminister.

## Ausbildung und Beruf
Brünner stammte aus einem größeren Landwirtschaftsbetrieb in Buchen, wo er die Volksschule und das Realgymnasium besuchte und 1930 das Abitur ablegte. Anschließend arbeitete er in der Landwirtschaft, um sich auf sein späteres Studium an der Landwirtschaftlichen Hochschule Hohenheim und der Landwirtschaftlichen Hochschule Berlin vorzubereiten, das er 1932 begann. 1936 wurde er in Hohenheim mit einer Arbeit über Luzerne-Herkünfte mit besonderer Berücksichtigung der Triebbildung und Bewurzelung promoviert. Er war anschließend für die Landesbauernschaft in Bonn tätig. Im Zweiten Weltkrieg diente er als Soldat.
Nach dem Krieg zog die Familie nach Tübingen. Brünner war dann ab 1946 beim dortigen Ministerium für Landwirtschaft in Württemberg-Hohenzollern tätig, bevor er 1949 die Leitung der Versuchsanstalt für Grünland, Wirtschaft und Futterbau in Aulendorf übernahm.

## Politische Tätigkeit
Friedrich Brünner war von 1934 bis 1937 Mitglied der SA. Im Jahr 1937 trat er in die NSDAP ein, der er bis zum Ende des Krieges angehörte. Im Spruchkammerverfahren des Staatskommissariats für die politische Säuberung (AZ 18/7085, Sitzung vom 3. September 1948) wurde Friedrich Brünner als „Mitläufer“ eingestuft. Die ursprünglich gegen Friedrich Brünner verhängten Sühnemaßnahmen wurden aufgehoben. Nach Zahlung einer Verwaltungsgebühr von DM 20,-- war das Verfahren beendet. Friedrich Brünner war es daraufhin möglich, sich politisch zu engagieren. Er trat in die CDU ein, für die er 1956 als Abgeordneter des Wahlkreises Ravensburg in den Landtag von Baden-Württemberg einzog, dem er bis 1976 angehörte. Ab 1961 leitete er den Ausschuss für Landwirtschaft und Ernährung und schuf somit die Voraussetzungen für sein späteres Ministeramt.
1968 holte ihn Ministerpräsident Hans Filbinger in sein Kabinett als Landwirtschaftsminister. In diesem Amt, das ab 1972 auch den Bereich Umweltschutz umfasste, blieb Brünner bis 1976. Nach der Landtagswahl 1976 verzichtete Brünner auf sein Ministeramt und zog sich aus der aktiven Politik zurück.

## Ehrungen
Brünner wurde für seine politische Arbeit mit hohen Auszeichnungen gewürdigt, so erhielt er das Große Bundesverdienstkreuz mit Stern, die Verdienstmedaille des Landes Baden-Württemberg, wurde Ehrensenator der Universität Stuttgart und Ritter des päpstlichen Gregoriusordens. Er war Mitglied der katholischen Studentenverbindungen KDStV Carolingia Hohenheim, KDStV Makaria (Berlin) Aachen, AV Alania Stuttgart  sowie 1963 Gründungsphilister der KDStV Welfia Weingarten, alle im CV.
In Buchen ist die Dr.-Friedrich-Brünner-Straße nach ihm benannt.

## Familie und Privates
Er war verheiratet und hatte drei Söhne und drei Töchter. Seinen Ruhestand verbrachte er in Aulendorf, wo er auch begraben liegt.